# مالكيستانتشوفتسي
مالكيستانتشوفتسي (بالبلغارية: Малки Станчовци)‏ قرية تقع إدارياً ضمن تريافنا في بلغاريا. ويبلغ عدد سكانها 9 نسمة حسب تعداد 15 مارس 2015. تعتمد مالكيستانتشوفتسي للبريد على الرمز البريدي 5365.